# Învățământul în Cluj-Napoca
Cluj-Napoca este un centru universitar, cu aproximativ 80.000 de studenți dintre care jumătate aparțin Universității Babeș-Bolyai iar restul aparțin în principal Universitatii Tehnice din Cluj-Napoca, Universității de Științe Agricole și Medicină Veterinară și Universitătii de Medicină și Farmacie „Iuliu Hațieganu". Cateva dintre liceele din oraș intră în mod constant in topul celor mai bune licee din țară in funcție de mediile obținute la admitere și la examenul de bacalaureat: Colegiul Național "Emil Racoviță", Liceul Teoretic "Nicolae Bălcescu", Liceul Teoretic "Avram Iancu".

## Educația anteprescolară
În Cluj-Napoca există 14 creșe de stat  și aproximativ 12 creșe particulare în anul 2015. 
Creșele de stat au un centru de administrare situat în cartierul Mănăștur pe strada Mehedinți, în același complex cu creșa Veronica. Centrul bugetar de administrare al creșelor se afla în subordinea Consiliului Local al Municipiului Cluj-Napoca. Cele mai mici creșe au capacitatea de 25 de locuri (creșele Martinel și Scufița Roșie din cartierul Mănăștur) iar cea mai mare are capacitatea de 140 de locuri (Casa Spiridușilor din cartierul Gheorgheni). Preluarea dosarelor de înscriere pentru creșe și evaluarea lor se face în luna mai, data exacta fiind hotărâtă de către directorul centrului bugetar de administrare al creșelor. Exista un număr de creșe (4 creșe în 2015-2016) unde funcționează grupe de sugari cu vârste intre 6 luni și 1 an și doua luni și un număr de crese (4 crese în 2015) unde se face predarea în limba maghiara. Taxa lunara plătită de părinți e în funcție de venitul mediu lunar brut cumulat în familie. Creșele particulare se constituie deseori ca extensii ale grădinițelor particulare. Grupele de creșă sunt de la vârsta de un an sau de la doi ani și au de regula doua educatoare care au grija de copii în paralel.

## Învățământul preșcolar
Pentru mai multe detalii, vedeți Grădinițe în Cluj-Napoca.
În oraș exista 26 grădinițe de stat (anul 2015). Grădinițele se afla în subordinea Inspectoratului Școlar Județean Cluj. Fiecare grădinița poate avea mai multe structuri situate la adrese diferite dar de obicei răspândite într-o zona restrânsă. Fiecare structura poate fi cu program normal, program prelungit, cu grupe de vârstă sau cu o singura grupa cumulata de vârste. Înscrierile la grădiniță a copiilor încep în luna mai.
Grădinițele particulare din oraș au fost în anul 2011 în număr de 30, gestionate fiind de către 25 de persoane juridice. Nu toate grădinițele sunt autorizate sau acreditate, multe funcționând ca centre de zi. În anul 2013 dintre cele 25 de personalități juridice care au în administrare grădinițe, 10 au fost acreditate .
https://www.clubulcopiilor.ro/categorie/crese-si-gradinite/?city=cluj-napoca
https://www.clubulcopiilor.ro/crese-private-cluj/
https://www.clubulcopiilor.ro/scoli-private-din-cluj-napoca/

## Învățământul primar și gimnazial
Pentru mai multe detalii, vedeți Școli primare și gimnaziale în Cluj-Napoca.
Marea majoritate a școlilor primare din Cluj sunt de stat. În oraș se afla 39 de școli de stat care au clase cu predare în limba romana  (în anul 2014) și 11 școli de stat care au clase cu predare în limba maghiară  și o scoală cu predare în limba germană (în anul 2014). În anul 2013 unitățile particulare care predau la nivel primar au fost în număr de 5 având fiecare nu mai mult de una sau doua clase de elevi. Toate cele cinci școli particulare au predare și la nivel gimnazial. Program de semi-internat (programul 'Școală după Școală') există în aproximativ un sfert dintre școlile de stat.

## Licee
- Colegiul Național „George Coșbuc” (cu secții română și germană)
- Colegiul Național Emil Racoviță (Cluj-Napoca)
- Colegiul Național „Gheorghe Șincai”
- Colegiul Ortodox "Mitropolitul Nicolae Colan"
- Liceul de Arte Plastice „Romulus Ladea”
- Liceul de Coregrafie și Artă Dramatică „Octavian Stroia”
- Liceul de Informatică „Tiberiu Popoviciu”
- Liceul de Muzică „Sigismund Toduță” (cu secții română și maghiară)
- Liceul Economic
- Liceul Electrotehnic
- Liceul Industrial Nr. 3 Remarul
„16 Februarie”
- Liceul Industrial Tehnofrig
- Liceul Industrial „Traian Vuia”
- Liceul Industrial „Unirea”
- Liceul Pedagogic „Gheorghe Lazăr”
- Liceul pentru elevi cu deficiențe de vedere
- Liceul Sanitar Victor Babeș
- Liceul Silvic
- Liceul Teologic Adventist
- Liceul Teologic Baptist
- Liceul Teologic Reformat (cu limbă de predare maghiară)
- Liceul Teologic Romano-Catolic (cu limbă de predare maghiară)
- Liceul Teologic Român-Unit „Inocențiu Micu” (greco-catolic)
- Liceul Teoretic Apaczai Csere Janos (cu limbă de predare maghiară)
- Liceul Teoretic „Avram Iancu”
- Liceul Teoretic „Bathory Istvan” (cu limbă de predare maghiară)
- Liceul Teoretic „Lucian Blaga”
- Liceul Teoretic „Mihai Eminescu” (cu secții română și italiană)
- Liceul Teoretic „Nicolae Bălcescu”
- Liceul Teoretic Nr. 2
- Liceul Teoretic Nr. 5
- Liceul Teoretic „Onisifor Ghibu” (cu secții română și maghiară)
- Liceul Teoretic „Samuel Brassai” (cu limbă de predare maghiară)
- Liceul Unitarian „Janos Zsigmond” (cu limbă de predare maghiară)
- Liceul Waldorf (cu secții română și maghiară)
- Grup Școlar de Transporturi Căi Ferate
- Grup Școlar Industrial C.U.G.
- Grup Școlar Industrial de Telecomunicații
- Grup Școlar Industrie Ușoară

## Universități

### Instituții de stat
- Universitatea „Babeș-Bolyai”
- Universitatea de Științe Agricole și Medicină Veterinară
- Universitatea de Medicină și Farmacie „Iuliu Hațieganu”
- Universitatea Tehnică
- Academia de Muzică „Gheorghe Dima”
- Universitatea de Artă și Design

### Instituții private

#### Acreditate
- Universitatea „Avram Iancu”
- Universitatea „Bogdan Vodă”
- Universitatea Sapientia